# Matilda River
Der Matilda River ist ein Fluss im Südwesten des australischen Bundesstaates Western Australia.

## Geografie
Der Fluss entspringt an den Südhängen der Darling Range, rund vier Kilometer westlich von Worsley am Coalfields Highway. Von dort fließt er nach Norden, wo er zwischen Fernbrook und Beela in den Sophia River mündet.